# Horbergbahn
De Horbergbahn is een kabelbaan in het Oostenrijkse plaatsje Schwendau. De kabelbaan voert direct naar het midden van het skigebied Penken/Rastkogel, waardoor men alle kanten op kan. 

## Oude Horbergbahn
De Horbergbahn loopt over het oude (deel)traject van een materiaalkabelbaan. Deze materiaalkabelbaan liep vanaf Bühel in Ramsau im Zillertal, door het Hoarbergtal naar het Magnesitwerk boven het Tuxertal. Omdat de mijn in 1976 sloot, ging de kabelbaan ook dicht. In de jaren daarna werd hij gesloopt, maar er bleef nog een grote, kale strook over de berg lopen. De Mayrhofner Bergbahnen grepen toen hun kans om een nieuwe kabelbaan te bouwen, om de bestaande Penkenbahn in Mayrhofen te versterken, zodat de wachtrijen aldaar minder zouden oplopen. In 1983 werd de nieuwe kabelbaan gebouwd, Horbergbahn gedoopt, over een traject met een lengte van bijna 4 kilometer van de oude kabelbaan. Op dagen dat er minder sneeuw op de helling ligt, zou het mogelijk moeten zijn om de funderingen van de materiaalkabelbaan te kunnen zien. In de zomer is dit niet mogelijk, omdat hij dan niet geopend is.
De oude moderne Horbergbahn had een gelijk aantal palen als de nieuwe Horbergbahn, maar hij was wel geteld één meter langer dan de nieuwe kabelbaan. Met 135 karretjes waarin vier mensen konden plaatsnemen, bedroeg de capaciteit 1100 personen per uur. De oude kabelbaan ging langzamer dan de nieuwe versie: vier meter per seconde, waardoor de rit zestien minuten duurde.

## De nieuwe kabelbaan
Ondanks dat er een nieuwe Penkenbahn gebouwd is in 1995, is de capaciteit niet toereikend en heeft de Penkenbahn meer ondersteuning nodig van de Horbergbahn. Daarom is in 1999 besloten tot de bouw van een nieuwe Horbergbahn die de oude ging vervangen. Met 2600 personen per uur was de capaciteit meer dan verdubbeld. Dit had meerdere factoren: er werden voor de nieuwe baan 126 kabine's aangeschaft waarin acht mensen konden plaatsnemen. Ook werd de snelheid van de kabelbaan hoger: zes meter per seconde. Dit betekende dat de rit nog 10.7 minuten duurde.

## Winteropenstelling
De Horbergbahn is alleen geopend in de winter. Vanaf de Horbergbahn kan men alsnog de Penken bereiken kan met Lärchwald Express, die is gebouwd vlak bij het bergstation van de Horbergbahn. Ook kan men ervoor kiezen om naar de Rastkogel te gaan. Hiervoor moet men eerst met de Tappenalmbahn naarboven en dan met de 150er Tux. Ook kan men naar de Hoarberg met de Schneekarbahn. Op het moment bestaan er plannen om naast de huidige kabelbaan een extra lift te bouwen, omdat ondanks de nieuwbouw in 2000 de lift te weinig capaciteit heeft om nog in de toekomst te voldoen. 

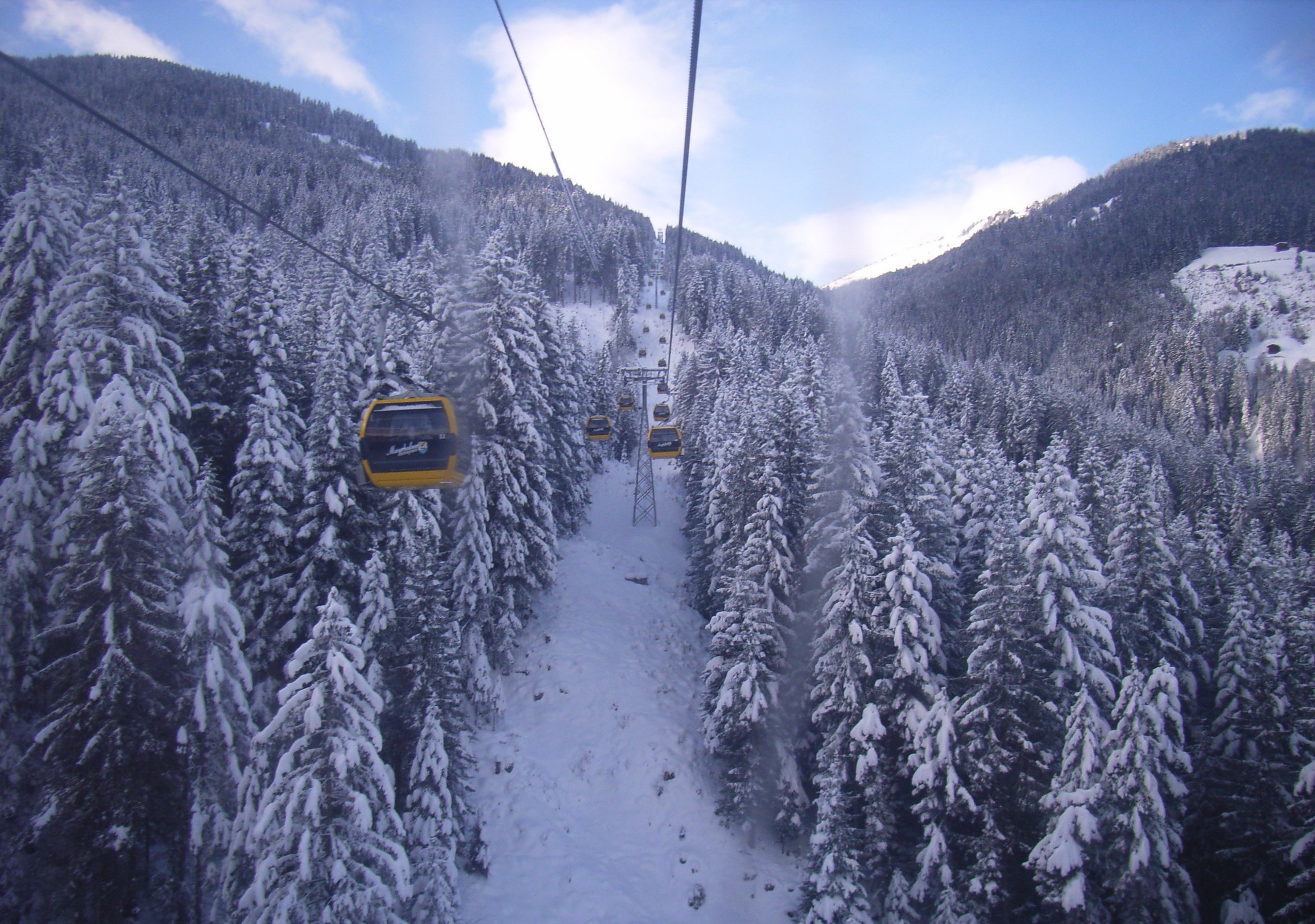